# Olympische Sommerspiele 1904/Teilnehmer (Griechenland)
| Gelbes Symbol für Goldmedaillen mit stilisierten Olympischen Ringen | Graues Symbol für Silbermedaillen mit stilisierten Olympischen Ringen | Braundes Symbol für Bronzemedaillen mit stilisierten Olympischen Ringen |
| ------------------------------------------------------------------- | --------------------------------------------------------------------- | ----------------------------------------------------------------------- |
| 1                                                                   | —                                                                     | 1                                                                       |

Das Königreich Griechenland nahm an den Olympischen Sommerspielen 1904 in St. Louis, USA, mit einer Delegation von 14 Sportlern teil.

## Medaillengewinner

### Olympiasieger
| Name              | Sportart     | Wettkampf |
| ----------------- | ------------ | --------- |
| Perikles Kakousis | Gewichtheben | Beidarmig |

### Dritter
| Name                | Sportart       | Wettkampf    |
| ------------------- | -------------- | ------------ |
| Nikolaos Georgandas | Leichtathletik | Diskuswerfen |

## Teilnehmer nach Sportarten
| Name                      | Sportarten                |
| ------------------------- | ------------------------- |
| Perikles Kakousis         | Tauziehen, Gewichtheben   |
| Nikolaos Georgandas       | Tauziehen, Leichtathletik |
| Dimitrios Dimitrakopoulos | Tauziehen                 |
| Georgios Drosos           | Leichtathletik            |
| Anastasios Georgopoulos   | Tauziehen                 |
| Charilaos Giannakas       | Leichtathletik            |
| Ioannis Loungitsas        | Leichtathletik            |
| Georgios Louridas         | Leichtathletik            |
| Vasilios Metalos          | Tauziehen                 |
| Andrew Oikonomou          | Leichtathletik            |
| Petros Pipilis            | Leichtathletik            |
| Georgios Vamkaitis        | Leichtathletik            |
| Dimitrios Veloulis        | Leichtathletik            |
| Christos Zechouritis      | Leichtathletik            |